# Vulcano (Clementino)
Vulcano è il quinto album in studio del rapper italiano Clementino, pubblicato il 24 marzo 2017 dalla Universal Music Group.
Il disco è stato anticipato dal singolo Ragazzi fuori, finalista al Festival di Sanremo.

## Tracce
Testi di Clemente Maccaro, eccetto dove indicato.
1. Uè ammo – 3:54
2. Stamm ccà – 3:43
3. Cenere – 4:00
4. Tutti scienziati – 3:54
5. Keep Calm e sientete a Clementino – 3:56
6. Ragazzi fuori – 3:22 (testo: Clemente Maccaro, Fabio Rizzo)
7. Deserto – 3:10
8. Joint – 4:28
9. Coffeeshop – 3:03
10. La cosa più bella che ho – 4:10
11. Spartanapoli – 3:09
12. A capa sotto – 4:06
13. Paolo Sorrentino – 4:01

## Classifiche
| Classifica (2017) | Posizione massima |
| ----------------- | ----------------- |
| Italia            | 3                 |